# District de Bayganin
Le district de Bayganin (kazakh : Байғанин ауданы) est un district de l’oblys d'Aktioubé au Kazakhstan.  

## Géographie
Le centre administratif du district est la ville de Karauilkeldy.

## Démographie
La population est de 22 807 habitants en 2013. 